# Duboisia leichhardtii
Duboisia leichhardtii ist eine Pflanzenart aus der Gattung Duboisia in der Familie der Nachtschattengewächse (Solanaceae). Ein englischer Trivialname ist Corkwood.

## Beschreibung
Von der Wuchsform ist Duboisia leichhardtii ein hoher Strauch beziehungsweise kleiner Baum, der Höhen von bis zu 12 m erreicht. Die Rinde ist dick und zur Basis hin korkig. Die Laubblätter sind schmal eiförmig-elliptisch, selten schmal eiförmig oder schmal elliptisch. Sie sind fast aufsitzend, die Blütenstiele werden maximal 8 mm lang. Die Blätter erreichen 5 bis 13 cm Länge und 7 bis 20 mm Breite, beide Blattseiten sind gleichartig gefärbt.
Die Blütenstände sind breit pyramidenförmig und werden von 0,5 bis 2,5 mm langen Tragblättern begleitet. Die Blüten stehen an 10 bis 16 mm langen Blütenstielen, der Kelch wird 1,5 bis 3 mm lang, seine Kelchzipfel sind etwa halb so lang wie die Kelchröhre. Die Krone erreicht Längen von 13 bis 19 mm, die Kronröhre misst an der Spitze 4 bis 4,5 mm im Durchmesser. Die Kronlappen sind 6,5 bis 11,5 mm lang. Es werden vier 2,5 bis 4 mm lange Staubblätter gebildet. Der Griffel ist 2,5 bis 4 mm lang und überragt die oberen Staubblätter um 0,5 bis 1 mm.
Die Früchte sind kugelförmige, purpur-schwarze Beeren mit einem Durchmesser von 4 bis 5 mm. Sie stehen an einem Fruchtstiel, der sich auf bis zu 20 mm verlängert. Die Samen werden 2,5 bis 3 mm lang.

## Verbreitung und Standorte
Die Art ist im südöstlichen und zentral südlichen Teil des australischen Bundesstaates Queensland verbreitet. Die Pflanze wächst überwiegend in trockenen, wüstenähnlichen Gebieten, die von Sträuchern besiedelt werden (dry shrubland) und ist nicht in ihrem Bestand gefährdet.